# Psyche (Band)
Psyche ist eine kanadische Band, die in den 1980er Jahren unter anderem mit dem Titel Unveiling the Secret einen weltweiten Erfolg hatte.

## Geschichte
Ursprünglich bestand die Band aus zwei Brüdern, dem Sänger Darrin Huss und seinem Bruder Stephen, der als Keyboarder auftrat. Letzterer erkrankte an Schizophrenie. Die Band arbeitete anschließend weiter mit Gast-Keyboardern. Psyche ist für ihre 1996 entstandene Aufnahme des Songs Goodbye Horses (ursprünglich von Q Lazzarus aus dem Film Das Schweigen der Lämmer) international bekannt. 2001 folgte mit dem Lied Sanctuary noch ein weiterer internationaler Erfolg der Band in neuer Besetzung.
Psyche existiert seit ihrem ersten Auftritt am 13. Dezember 1982. Die Band hat seither zahlreiche Alben veröffentlicht. Die Band war 1991 die Vorgruppe von Anne Clark auf deren Europa-Tournee. 2005 nach der Veröffentlichung von The 11th Hour war Psyche als Gast mit Diary of Dreams auf Europa-Tour.
Zwanzig Jahre nach der Erstveröffentlichung hat Psyche 2006 mit Unveiling the Secret 2.0 ein Album vorgelegt, das mehrere komplett neue Arrangements des Songs Unveiling the Secret enthält. Die DVD Imaginary Life bietet einen Gesamtüberblick über die ersten 25 Jahre der Band.
2008 veröffentlichten Psyche eine limitierte 7"-Single mit einer Coverversion des Joy-Division-Klassikers Disorder. Die B-Seite enthält eine akustisch arrangierte Live-Aufnahme des 1988er Titels Eternal.
Nach diversen Konzerten in Deutschland, Mexiko, Finnland und Belgien folgte das Live-Album Noche Oscura (Live in Mexico). Diese CD erschien gleichzeitig zu Psyches zweitem Auftritt in Mexiko am 14. März 2009. Anschließend absolvierten Psyche einen vierten Auftritt auf dem Wave-Gotik-Treffen in Leipzig. Psyche erweiterten das Line-up zu einer vier- bis fünfköpfigen Band für ihre folgenden Konzerten in Deutschland und einen letzten Auftritt bei der „Castle Party“ am 24. Juli in Bolków, Polen.
Das US-amerikanische Label Metropolis Records veröffentlichte 2009 das Album Until the Shadows mit überarbeitetem und zuvor unveröffentlichtem Material.

## Diskografie
Studio-Alben
- Insomnia Theatre (1985)
- Unveiling the Secret (1986)
- Mystery Hotel (1988)
- The Influence (1989)
- Daydream Avenue (1991)
- Intimacy (1994)
- Strange Romance (1996)
- Love Among the Ruined (1998)
- The Hiding Place (2001)
- Babylon Deluxe (2003)
- The 11th Hour (2005)

Singles und EPs
- Thundershowers (1985)
- Contorting the Image (1985)
- Prisoner to Desire / Black Panther (1987)
- Uncivilized (1987)
- Eternal / Insatiable (1988)
- Suspicion (1989)
- Angel Lies Sleeping (1991)
- If You Believe (1991)
- The Saint Became a Lush (1993)
- Private Desires EP (1994)
- You Ran Away / Good-Bye Horses (1996)
- Sanctuary (2001)
- The Quickening (2003)
- X-Rated (2004)
- Unveiling the Secret (Remixes)  (2006)
- Disorder (2008)
- All Things Pass into the Night (2012)
- Halloween EP (2013)
- The Saint Became A Lush (Radical G Rework) (2014)[3]
- Youth of Tomorrow (2018)[4]
- Disorder (2024)[5]

Live-Alben
- Live (1988)
- Live 2K (2000)
- Live at Belvedere Hall 1983 (2003)
- Noche Oscura (Live in Mexico) (2009)

Kompilationen und Remix-Alben
- Tales from the Darkside (1990)
- 69 Minutes of History (1993)
- Misguided Angels (2000)
- Endangered Species (2002)
- Legacy (2004)
- Unveiling the Secret 2.0 (2006)
- Club Salvation (2007)
- Vintage (2007)
- Until the Shadows (2009)
- Re-Membering Dwayne (2010)
- Unknown Treasures (2011)
- As the Brain Collapses (2012)
- Under the Radar (2017)
- Under the Radar 2 (2019)

DVDs
- Imaginary Life (2006)